# Aborto en Zacatecas
La Interrupción Legal del Embarazo en Zacatecas (ILE) refiere al estatus legal que tiene en ese estado mexicano, donde el aborto inducido está despenalizado de facto, desde agosto de 2024 por el amparo en revisión AR 23/2024 del Segundo Tribunal Colegiado en Materia Penal del Vigésimo Tercer Circuito, y de iure desde noviembre de 2024, a petición de cualquier mujer o persona gestante en la entidad hasta la duodécima semana; además de las causales de violación, imprudencial, peligro de muerte y daño a la salud. El 20 de noviembre del mismo año, el Congreso de Zacatecas despenalizó el aborto acatando el mandato del Tribunal.
Zacatecas es la decimoséptima entidad federativa en México en despenalizar el aborto hasta las 12 semanas, y la decimotercera en hacerlo desde las jurisprudencias de 2021 y 2023 de la Suprema Corte de Justicia de la Nación (acciones de inconstitucionalidad AI 148/2017, AI 106/2018, AI 107/2018 y AI 54/2018; amparo en revisión AR 267/2023). La armonización de su Ley de Salud aún está pendiente, por lo que se deberían utilizar los lineamientos federales para subsanar los vacíos y lagunas jurídicas sobre diversos temas y protocolos.

## Marco normativo actual
|  |  |
|  |  |

### Regulación penal previo a la reforma de legalización[9]
| Artículo | Concepto                                                         | Descripción |
| -------- | ---------------------------------------------------------------- | --- |
| 310      | Definición                                                       | La muerte del producto de la concepción en cualquier momento de la preñez. Solo se sancionará el aborto consumado y las lesiones de la tentativa de aborto. |
| 311      | Sanciones por aborto consentido                                  | 4 meses a un año de prisión a la madre que voluntariamente procure un aborto o consienta en que otros la hagan abortar, considerando 4 circunstancias: 1. Que no tenga mala fama 2. Que haya logrado ocultar el embarazo 3. Que el embarazo sea fruto de unión ilegítima 4. Que el aborto se realice dentro de los primeros 5 meses de embarazo Al faltar una de estas circunstancias, aumenta la pena. |
| 311      | Sanciones por asistir en un aborto                               | 4 meses a 1 años de prisión si tiene las mismas condiciones que la mujer. En caso de dedicarse a realizar abortos o ya haber sido condenado por el delito, la sanción es de 1 a 4 años. Al faltar el consentimiento de la mujer, la prisión será de 3 a 6 años, y de 6 a 8 si es producto de violencia física o moral.                                                                                  |
| 311      | Sanciones por asistir en un aborto y ser profesional de la salud | Además de las sanciones correspondientes al artículo 311, suspensión del ejercicio de su profesión de 2 a 5 años. |
| 312      | Aborto culposo                                                   | No es punible el aborto culposo causado por la mujer embarazada, ni cuando el embarazo es consecuencia de una violación. |
| 313      | Causal del aborto legal                                          | Peligro de muerte o grave daño a la salud de acuerdo con el juicio del médico que la asista y confirmado por otro médico. |

La orden del Segundo Tribunal Colegiado en Materia Penal del Vigésimo Tercer Circuito plantea la eliminación de los artículos 311, 312 y 313.

## Iniciativas de despenalización
En septiembre de 2022, el Movimiento Feminista de Zacatecas, respaldado por institutos de derechos humanos y organizaciones como el Grupo de Información en Reproducción Elegida (GIRE), presentó una iniciativa ciudadana por la despenalización del aborto hasta la semana 12 de gestación, además de plantear reformas a artículos del Código Penal, la Ley de Salud y la Ley de Educación para garantizar el acceso al aborto. El 12 de mayo de 2023, se debatió la iniciativa en una sesión entre las Comisiones Unidas de Justicia, Igualdad de Género y Salud y fue rechazada.
En 2023, la SCJN realizó otra jurisprudencia para declarar inconstitucional la penalización de aborto, de manera que se deben modificar el Código Penal Federal para eliminar el delito de aborto y las instituciones federales de salud deben prestar el servicio.
El 9 de agosto del 2024, tras analizar el amparo propuesto por el Grupo de Información en Reproducción Elegida (GIRE), el Segundo Tribunal Colegiado del Vigésimo Circuito declaró que el delito de aborto es inconstitucional y ordenó al Congreso del Estado derogar los artículos 311, 312 y 313 de su Código Penal al considerar que violan los derechos humanos.
El 20 de septiembre del 2024, las diputadas Renata Ávila Valadez, del Partido del Trabajo, e Imelda Mauricio, de Morena, presentaron dos iniciativas para garantizar los derechos de las mujeres zacatecanas: una primera iniciativa para modificar el Código Penal y despenalizar y regular la interrupción del embarazo, y una segunda iniciativa para reformar la Ley de Salud y garantizar el acceso a servicios de salud seguros y dignos para las mujeres.
El 20 de noviembre del 2024, el Congreso de Zacatecas despenalizó el aborto hasta las 12 semanas, con 21 votos a favor, 6 en contra y ninguna abstención. El dictamen respondió a un mandato judicial del Segundo Tribunal Colegiado del Vigésimo Tercer Circuito, que exigió al Congreso cumplir con una sentencia relacionada con derechos reproductivos. La sesión tuvo que realizarse en una sede alterna, el Consejo Zacatecano de Ciencia, Tecnología e Innovación (Cozcyt) debido a que las entradas al edificio del Poder Legislativo fueron bloqueadas por grupos provida.

## Datos

### Estadísticas
Hasta la fecha y al igual que las otras entidades, a excepción de la CDMX, tanto la secretaría de salud como los servicios de salud del estado (SSZ) aún no pública, de manera accesible y constante, información sobre el número de procedimientos (totales, por año o por unidad de atención), sobre las usuarias o los usuarios (procedencia, edad, nivel educativo, estado civil, ocupación, número de hijos o semanas de gestación) o sobre el tipo de procedimiento.

### Unidades, procedimientos y requisitos
Hasta la fecha y al igual que las otras entidades, a excepción de la CDMX, tanto la Secretaría de Salud como los servicios de salud del estado (SSZ) aún no ha facilitado la información sobre procedimientos, requisitos o unidades de atención.
Según el Directorio de Servicios de Aborto Seguro, programa federal a cargo del Centro Nacional de Equidad de Género y Salud Reproductiva (CNEGSR), existen 2 unidades (hospitales o clínicas) pertenecientes al sistema de salud local para atender los casos, los cuales son:
- UNEME Urgencias Zacatecas, ubicado en la colonia Las Arboledas de la ciudad de Guadalupe.
- Hospital Comunitario Jalpa "Dr. Calixto Medina Medina", ubicado en la colonia Barrio de la Cruz de la ciudad de Jalpa.

Y 3 unidades (hospitales o clínicas) del ISSSTE, los cuales son:
- Hospital General ISSSTE Zacatecas, ubicado en la colonia Centro de la ciudad de Zacatecas.
- Clínica Médico Familiar Zacatecas, ubicado en la colonia Centro de la ciudad de Zacatecas.
- Clínica Médico Familiar Guadalupe, ubicado en la colonia Camino Real de la ciudad de Guadalupe.

No se registra aún la instalación de otras clínicas privadas en las principales ciudades de la entidad.
Como indica la guía federal del Lineamiento Técnico para la atención del Aborto Seguro en México (siguiendo los estándares de la Organización Mundial de la Salud), en la actualidad, el legrado uterino instrumental se considera obsoleto, nocivo y está totalmente desaconsejado. En su lugar, los protocolos federales sugieren dos abordajes para interrumpir embarazos de manera segura y de calidad, siempre y cuando se realicen bajo las condiciones médicas correctas y en un contexto de legalidad:
- Aborto farmacológico, con el uso de mifepristona y misoprostol por diferentes vías (vestibular, vaginal o sublingual) ya sea combinado (ambas sustancias) o de manera individual (misoprostol únicamente). Ambos medicamentos provocan dilatación del cérvix y contracciones uterinas que contribuyen a la expulsión de su contenido. La dosis y vía de administración del tratamiento depende de las semanas de gestación o del antecedente de cirugías uterinas previas. Se considera no invasivo por lo que no necesita de un antibiótico profiláctico (previo a la intervención). En el régimen combinado (comparado con el individual) el tiempo para la resolución del aborto es menor (en horas o días) y suele haber menos molestias posteriores. Su éxito terapéutico podría disminuir conforme aumenta la edad gestacional. Antes de la semana 10, el procedimiento puede realizarse total o parcialmente autogestionado y con una asesoría o vigilancia mínima (ya sea por prestador/a de servicios de salud o por colectiva de acompañamiento). En cambio, entre la semana 10 y 12 se requiere mayor seguimiento y vigilancia por el personal especializado. Está contraindicado en presencia de inestabilidad hemodinámica y sepsis.
- Aborto quirúrgico, a través de la succión del producto con la ayuda de instrumentación médica de operación manual o eléctrica (como cánulas, tubos o bombas). Sí precisa de antibiótico profiláctico (previo a la intervención), así como de bloqueo paracervical y analgésicos. Las molestias posteriores serían mínimas y la resolución del aborto es inmediata. También es conocido como aspiración endouterina y es la primera elección cuando hay presencia de inestabilidad hemodinámica y sepsis.

Al tratarse de procedimientos médicos, se tiene la posibilidad de presentar pequeñas molestias que pueden controlarse satisfactoriamente si se toman las medidas preventivas y se sigue fielmente las recomendaciones del personal especializado. Estas pueden ser dolor cólico y sangrado transvaginal, ligeramente mayor a lo experimentado en una menstruación. La intensidad de lo anterior disminuirá de manera progresiva, aunque podría continuar en menor cantidad y de manera esporádica durante las primeras 4 a 6 semanas. También se puede experimentar algo de fiebre en las primeras 24 horas, la cual cederá con la ingesta de antipiréticos. Así mismo, para evitar el riesgo de infección, se deberán tomar medidas de higiene vaginal y no se recomienda tener relaciones sexuales en un periodo aproximado de dos semanas.
Igualmente, existe una pequeña posibilidad, y bastante infrecuente, de experimentar algunos riesgos. De esta manera, la o el paciente deberá buscar atención médica inmediata ante los siguientes datos de alarma: ausencia de sangrado o cantidad mínima de este (sobre todo entre las primeras 4 a 6 horas posteriores ya que puede indicar fallo en el procedimiento o un embarazo ectópico), un sangrado persistente y progresivo (que empape más de dos toallas higiénicas por hora durante dos horas consecutivas), secreción fétida, debilidad, mareo, reacciones alérgicas a algún medicamento (como exantemas o edemas faciales o bucales), así como fiebre o malestar general después de las primeras 24 horas.
En el primer trimestre, los procedimientos siempre deberían ser ambulatorios, por lo que pueden realizarse en cualquier unidad de primer nivel (centros de salud o clínicas familiares). En el segundo trimestre se requeriría de atención intrahospitalaria, por lo que pueden realizarse en cualquier unidad de segundo nivel (hospitales generales o regionales).
Así mismo, el Lineamiento Técnico para la atención del Aborto Seguro en México hace hincapié en dos leyes federales fundamentales: la NOM-046-SSA2-2005 y la Ley General de Víctimas (LGV). Estas dos últimas normatividades señalan que para acceder a la Interrupción Voluntaria del Embarazo (en caso de violación) no se necesita presentar denuncia previa ante el Ministerio Público o contar con la autorización de éste. Debido al principio de buena fe, el único requisito es una solicitud por escrito bajo protesta de decir la verdad, en la que se manifiesta que dicho embarazo es producto de una violación. El personal de los servicios de salud no está obligado a verificar el dicho de las y los solicitantes. Las personas menores de 12 años requieren autorización de madre, padre, tutor o representante legal. En cambio, las y los menores de edad, pero mayores de 12 años ya no necesitan de aquel permiso (pueden tomar la decisión de manera autónoma). Finalmente, ni la LGV ni la NOM-046-SSA2-2005 establecen límites gestacionales para hacer valer el derecho al aborto cuando existe una agresión sexual. La misma SCJN ha emitido sentencias que validan todo lo anterior (amparos en revisión AR-601/2017, AR-1170/2017, AR-438/2020 y AR-438/2020; controversias constitucionales CC 53/2016 y CC 45/2016).
Finalmente y posterior a la consejería, las y los pacientes tendrían que llenar y firmar formatos sobre el consentimiento informado pues representa el principal instrumento jurídico y ético para que la persona sea dueña efectiva de sus decisiones, como corresponde a su dignidad y autonomía. A través de este documento, las personas usuarias del servicio otorgarán o no su autorización para cada uno de los procedimientos (como la modalidad de abordaje o el método anticonceptivo posterior), las posibles alternativas o los probables riesgos. Así mismo, las y los pacientes tienen el derecho y facultad de poder revocarlo si así lo quieren. En caso de personas con discapacidad transitoria o permanente, el consentimiento informado debería ser suscrito por el familiar más cercano o el tutor / representante legal. En casos extremos, cuando no exista acompañante y la persona usuaria cuenta con una discapacidad, el personal médico (previa valoración y con el acuerdo de por lo menos dos profesionales) podrían otorgar el consentimiento informado.